# 타임스 오브 인디아

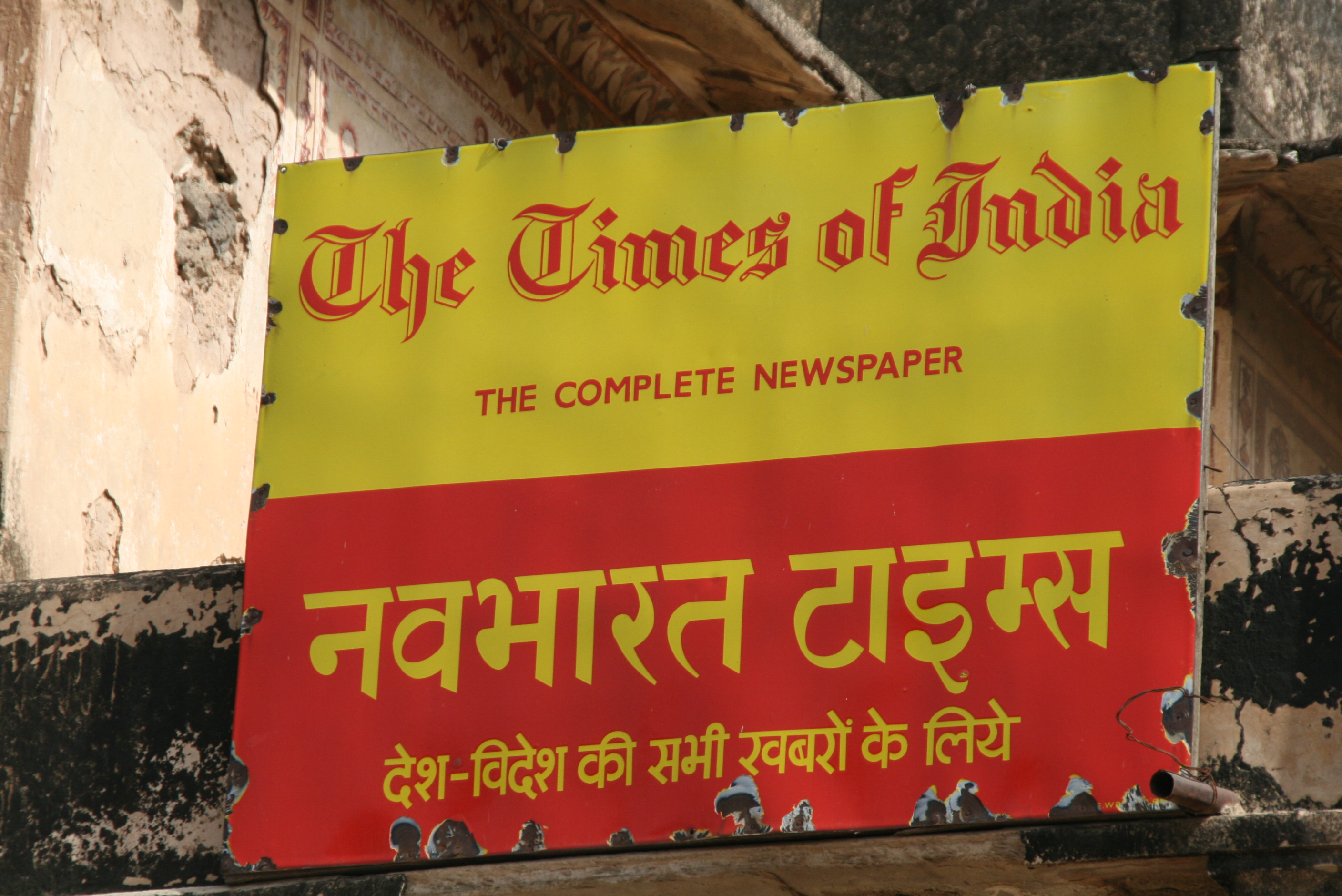

타임스 오브 인디아(The Times of India)는 타임스 그룹이 소유한 인도의 영자 신문이다. 인도에서 세 번째로 많은 판매 부수를 가지고 있으며 세계에서 가장 큰 영자 신문이다. 인도에서 가장 오래된 영자 신문이기도 하며, 1838년 봄베이 타임스 앤드 저널 오브 코머스(The Bombay Times and Journal of Commerce)라는 이름으로 창간되었다.
20세기에 인도의 총독은 타임스 오브 인디아를 '아시아의 최고 신문'이라 극찬한 바 있으며 1991년에 BBC는 이 신문을 세계에서 6번째로 질좋은 신문사로 선정하였다.

## 역사

### 설립
타임스 오브 인디아는 1838년 11월 3일에 봄베이 타임스 앤드 저널 오브 코머스라는 이름으로 처음 인쇄되었다. 수요일과 토요일에 발행되었으며, 영국과 국제적 기사들을 주로 다루었다. 인도 내부 사정에 관한 기사들도 함께 다루었다. 1850년에 들어서 일간 신문으로 전환되었다.
1860년에 본지의 편집장이었던 로버트 나이트는 인도 주주들의 주식을 사들이고 경쟁 업체를 인수하여 인도 최초의 신문 대행사를 창간했다. 대행사는 타임스 지를 인도 전역에 퍼뜨리기 시작했으며, 로이터 통신의 인도 정보 수집을 도왔다. 더 타임스 오브 인디아는 정부, 기업들과 종종 마찰을 빚으면서도 언론의 자유를 위해 노력했다. 이와 같은 노력에 힘입어 19세기 말에 이르러서 신문사는 800명이 넘는 인원을 고용하게 되었으며 인도와 유럽에서 나름대로의 영향력을 갖게 되었다.

## 같이 보기
- 타임스 그룹
- 슈퍼탤런트
- 필름페어상
- 타임즈 오브 인디아
- 슈퍼탤런트 패션위크